# قوس نصر سيبتيموس سيفيروس

قوس سيبتيموس سيفيروس الرباعي، يتألف من قوسين متقابلين يتعامدان مع قوسين آخرين، موجود في مدينة لبدة الليبية.

شُيِّد قوس النصر في عصر سيبتيموس سيفيروس عام 203 ميلاديًا في لبدة الكبرى.

## نبذة تاريخية عن الموقع
يقع قوس النصر بمدينة لبدة التي تأسست في مطلع الألف الأول ق.م وتعد من المدن التاريخية الكبرى من بين الثلاث مدن الشهيرة التي سميت بها منطقة طرابلس، وقد بُنيَ على هيكل قوس سابق عند التقاء شارعين هما الكاردو والديكومانوس.

## وصف القوس
لقوس النصر أربع فتحات، وأرضيته المبلطة مرتفعة عن أرضية الشارعين، يتكون الجزء السفلي من قاعدته من أحجار جيرية ورملية ساعدت في تكوُّن خرسانة صلبة سمكها 6-7 أمتار، ويعد هذا القوس من أكثر أقواس رومانية رونقاً وبهائاً، القوس من طراز الثالث فتحات، مبنى من الرخام، تبلغ أبعاده حوإلى 20.88م طول 23.27م عرض، 11.2م عمق، بينما تبلغ أبعاد القوس الأوسط وأكبرهم على الإطلاق حوالى 12م طول، 7م عرض، القوسان الجانبيان حوإلى 7.8م طول، 3م عرض. كان يوجد فوق الخرسانة تبليط رخامي لكنه اختفى، الواجهات الأربعة للقوس متشابهة بالإضافة إلى أنها جزئيًا مشتركة في أكتاف القوس. والبناء الأساسى للقوس مكرر أربع مرات على شكل صفوف ذات أسس متشابهة، ويوجد في كل واجهة ممر مقبب، وعلى واجهة كل ممر ركب عقد مقلوب ذو حلقات يدعم تيجان الأعمدة، تحتوي كل واجهة على عمودين مربعين مثبتين عند زوايا موضوعين على أسسهما الصحيحة، وهما منفصلان عن السطوح المتوازية ومنفصلان عن النضد المكون من العتب العلوى ذو الثلاث قطاعات والإفريز المزخرف والكرنيش وهي كلها تدعم البناء السطحي، ومن البديهى أن هذا التجمع الهندسى مستقل بالنسبة للهيكلة الأساسية للصفوف ذات الأسس المتشابهة والمدخل الفخم، كان لهذا القوس قبة صغيرة مدعمة بمثلثات مقببة.

### زخارف القوس
زخارف القوس مكونة من مجموعتين:
1. المجموعة الأولى مكونة من أربعة لوحات مستطيلة كبيرة قائمة الزوايا، الأولى والثانية عليها منحوتات تمثل موكبى النصر، والثالثة مشهد تقديم القرابين، أما الرابعة فتصور الإمبراطور وهو يمسك بيد ابنه الكبير كاراكالا وإلى جواره ابنه الأصغر جيتا وقد يكون رمز الفنان هنا لتوثيق الولاء بين أفراد الأسرة.
2. المجموعة الثانية تتكون من ثمان لوحات صغيرة كل زوج منها يقابل زوج آخر، توجد هذه اللوحات على وجوه الجدران الداخلية لكل من الممرين وتمثل الآلهة المختلفة ومن بينها الإلاهين الحاميين لمدينة لبدة هراكليس وباخوس وكذلك إلهة الحظ فورتونا والآلهة الرئيسة الثلاثة: جوبيتر وجونو ومنيرفا.

أما عن الوجوه الخارجية من دعائم القوس فقد زينت الفراغات المثلثة بثمانى منحوتات لإلهة النصر العارية المجنحة فيكتوريا وهي تحمل التيجان وسعف النخيل وعدد من النسور التي مثلت تفرد أجنحتها وتقبض على عدد من الكرات الأرضية إلى جانب هذا، تظهر اللوحات الكبيرة المزينة لزوايا القوس الخارجية أربعة ألفاف من أغصان العنب لتنتشر بين وأراقها أشكال لعدد من العصافير وعدة أشكال لإله الحب كيوبيد. يلاحظ في هذا القوس تصوير الإمبراطور وعربته وولديه في وضع المواجهة، بينما صور حشد الحاضرين إلى يمين المشهد، والخيول الأربعة التي تقود العربة وسائقها إلى اليسار.

## مناسبة بناء القوس
بسبب زيارة الإمبراطور سبتيميوس سفيروس إلى مسقط رأسه لبدة عام 203م.

## أنظر أيضا
- حمامات هادريان
- قصر البنات
- قوس ماركوس أوريليوس